# Peipin
Peipin – miejscowość i gmina we Francji, w regionie Prowansja-Alpy-Lazurowe Wybrzeże, w departamencie Alpy Górnej Prowansji.

## Demografia
Według danych na rok 1990 gminę zamieszkiwało 1008 osób, a gęstość zaludnienia wynosiła 77 osób/km². W styczniu 2015 r. Peipin zamieszkiwało 1516 osób, przy gęstości zaludnienia wynoszącej 115,8 osób/km².